# نخش بن قروان (ساة)
'

تعديل مصدري - تعديل

نخش بن قروان هي إحدى قرى عزلة ساه بمديرية ساة التابعة لمحافظة حضرموت، بلغ تعداد سكانها 64 نسمة حسب تعداد اليمن لعام 2004.